# Gran Premio motociclistico di Jugoslavia 1974
Il Gran Premio motociclistico di Jugoslavia fu l'undicesimo appuntamento del motomondiale 1974.
Si svolse l'8 settembre 1974 sul circuito di Abbazia e vide la vittoria di Giacomo Agostini nella Classe 350, di Chas Mortimer nella Classe 250, di Kent Andersson nella Classe 125 e di Henk van Kessel nella Classe 50. Il programma delle gare: alle 12 la 50, alle 13.10 la 250, alle 14.30 la 125 e alle 15.40 la 350.
Durante la gara della 250, Billie Nelson cade e finisce fra gli spettatori, ferendone molti. Muore in nottata in ospedale.
Otello Buscherini, che aveva tagliato per primo il traguardo in 125, fu squalificato per irregolarità tecniche (su reclamo di Andersson): la sua Malanca aveva il cambio a sette marce, mentre il regolamento FIM ne prevedeva al massimo sei: non fu infatti accettata la giustificazione del team italiano (che consisteva nell'allentamento del fermo che bloccava la settima marcia).

## Classe 350
Con la vittoria della gara, coronata anche da pole position e giro più veloce, Giacomo Agostini ottiene la certezza matematica del titolo della classe 350; si tratta del settimo successo consecutivo nel mondiale in questa categoria.

### Arrivati al traguardo
| Pos. | Pilota             | Moto            | Tempo      | Griglia | Punti |
| ---- | ------------------ | --------------- | ---------- | ------- | ----- |
| 1    | Giacomo Agostini   | Yamaha          | 57.53.80   | 1       | 15    |
| 2    | John Dodds         | Yamaha          | 58.30.20   |         | 12    |
| 3    | Dieter Braun       | Yamaha          | 59.15.50   |         | 10    |
| 4    | Patrick Pons       | Yamaha          | 59.41.20   |         | 8     |
| 5    | Pentti Korhonen    | Yamaha          | 59.53.00   |         | 6     |
| 6    | Víctor Palomo      | Yamaha          | 1.00.13.80 |         | 5     |
| 7    | Bill Henderson     | Yamaha          | 1 giro     |         | 4     |
| 8    | Olivier Chevallier | Yamaha          | 1 giro     |         | 3     |
| 9    | Tom Herron         | Yamaha          | 1 giro     |         | 2     |
| 10   | Armando Toracca    | Yamaha          | 1 giro     |         | 1     |
| 11   | Ulrich Graf        | Yamaha          | 1 giro     |         |       |
| 12   | Janos Reisz        | Yamaha          | 1 giro     |         |       |
| 13   | Walter Villa       | Harley-Davidson | 1 giro     |         |       |
| 14   | Helmut Kassner     | Yamaha          | 1 giro     |         |       |
| 15   | Pentti Lehtela     | Yamaha          | 1 giro     |         |       |

### Ritirati
| Pilota           | Moto            | Motivo | Griglia |
| ---------------- | --------------- | ------ | ------- |
| Alex George      | Yamaha          |        |         |
| Michel Rougerie  | Harley-Davidson |        |         |
| Chas Mortimer    | Yamaha          |        |         |
| Teuvo Länsivuori | Yamaha          |        |         |
| Gilles Husson    | Yamaha          |        |         |

## Classe 250

### Arrivati al traguardo
| Pos. | Pilota            | Moto   | Tempo    | Griglia | Punti |
| ---- | ----------------- | ------ | -------- | ------- | ----- |
| 1    | Chas Mortimer     | Yamaha | 51.03.40 |         | 15    |
| 2    | Patrick Pons      | Yamaha | 51.09.50 |         | 12    |
| 3    | Dieter Braun      | Yamaha | 51.09.60 |         | 10    |
| 4    | Hans Mühlebach    | Yamaha | 51.40.20 |         | 8     |
| 5    | Rolf Minhoff      | Maico  | 51.43.20 |         | 6     |
| 6    | Pentti Korhonen   | Yamaha | 51.43.20 |         | 5     |
| 7    | Víctor Palomo     | Yamaha | 51.43.30 |         | 4     |
| 8    | Tom Herron        | Yamaha | 52.04.80 |         | 3     |
| 9    | Thierry Tchernine | Yamaha | 52.43.00 |         | 2     |
| 10   | Leif Gustafsson   | Yamaha | 53.01.70 |         | 1     |
| 11   | Kjell Solberg     | Yamaha |          |         |       |
| 12   | Bob Coulter       | Yamaha |          |         |       |
| 13   | Marijan Kosic     | Yamaha |          |         |       |
| 14   | Branko Bevanda    | Yamaha |          |         |       |

### Ritirati
| Pilota            | Moto            | Motivo | Griglia |
| ----------------- | --------------- | ------ | ------- |
| Billie Nelson     | Yamaha          |        |         |
| John Dodds        | Yamaha          |        |         |
| Rolf Minhoff      | Maico           |        |         |
| Michel Rougerie   | Harley-Davidson |        |         |
| Matti Salonen     | Yamaha          |        |         |
| Alex George       | Yamaha          |        |         |
| Walter Villa      | Harley-Davidson |        |         |
| Takazumi Katayama | Yamaha          |        |         |
| Armando Toracca   | Yamaha          |        |         |
| Kent Andersson    | Yamaha          |        |         |
| Dieter Braun      | Yamaha          |        |         |
| Bruno Kneubühler  | Yamaha          |        | 1       |
| Patrick Pons      | Yamaha          |        |         |

## Classe 125

### Arrivati al traguardo
| Pos. | Pilota             | Moto        | Tempo    | Griglia | Punti |
| ---- | ------------------ | ----------- | -------- | ------- | ----- |
| 1    | Kent Andersson     | Yamaha      | 43.32.40 | 1       | 15    |
| 2    | Ángel Nieto        | Derbi       | 43.58.40 |         | 12    |
| 3    | Henk van Kessel    | Bridgestone | 44.33.40 |         | 10    |
| 4    | Harald Bartol      | Eigenbau    | 44.55.80 |         | 8     |
| 5    | Thierry Tchernine  | Yamaha      | 45.43.00 |         | 6     |
| 6    | Bruno Kneubühler   | Yamaha      | 48.04.30 |         | 5     |
| 7    | Pentti Salonen     | Yamaha      | 1 giro   |         | 4     |
| 8    | Rolf Minhoff       | Maico       | 1 giro   |         | 3     |
| 9    | Hans-Jürgen Hummel | Yamaha      | 1 giro   |         | 2     |
| 10   | Gianni Ribuffo     | DRS         | 1 giro   |         | 1     |
| 11   | Luigi Rinaudo      | Yamaha      | 1 giro   |         |       |
| 12   | Janos Reisz        | MZ          | 1 giro   |         |       |
| 13   | Geza Repitz        | MZ          | 1 giro   |         |       |
| 14   | Dave Stanley       | Yamaha      | 1 giro   |         |       |
| 15   | Keith Walley       | Yamaha      | 1 giro   |         |       |
| 16   | Benjamin Laurent   | Yamaha      | 1 giro   |         |       |
| 17   | Karel Gaber        | Maico       | 1 giro   |         |       |
| 18   | Jiri Kopitar       | Maico       | 1 giro   |         |       |
| 19   | Boja Miklos        | Maico       | 1 giro   |         |       |

### Ritirati
| Pilota             | Moto      | Motivo | Griglia |
| ------------------ | --------- | ------ | ------- |
| Leif Gustafsson    | Maico     |        |         |
| Herbert Rittberger | Yamaha    |        |         |
| Pier Paolo Bianchi | Minarelli |        |         |

### Squalificato
| Pilota            | Moto    | Motivo | Griglia |
| ----------------- | ------- | ------ | ------- |
| Otello Buscherini | Malanca |        |         |

## Classe 50

### Arrivati al traguardo
| Pos. | Pilota               | Moto     | Tempo    | Griglia | Punti |
| ---- | -------------------- | -------- | -------- | ------- | ----- |
| 1    | Henk van Kessel      | Kreidler | 42.10.30 |         | 15    |
| 2    | Herbert Rittberger   | Kreidler | 43.03.03 |         | 12    |
| 3    | Stefan Dörflinger    | Kreidler | 43.22.65 |         | 10    |
| 4    | Gerhard Thurow       | Kreidler | 43.38.43 |         | 8     |
| 5    | Rudolf Kunz          | Kreidler | 44.30.03 |         | 6     |
| 6    | Claudio Lusuardi     | Villa    |          |         | 5     |
| 7    | Theo Timmer          | Jamathi  |          |         | 4     |
| 8    | Rolf Blatter         | Kreidler | 1 giro   |         | 3     |
| 9    | Juliaan Vanzeebroeck | Kreidler | 1 giro   | 1       | 2     |
| 10   | Wolfgang Golembeck   | Kreidler | 1 giro   |         | 1     |
| 11   | Günter Schirnhofer   | Kreidler | 1 giro   |         |       |
| 12   | Adrijan Bernetič     | Tomos    | 1 giro   |         |       |
| 13   | Jerome van Haeltert  | Kreidler | 1 giro   |         |       |
| 14   | Luigi Rinaudo        | Tomos    | 1 giro   |         |       |
| 15   | Nevio Paliska        | Tomos    | 1 giro   |         |       |
| 16   | Pentti Salonen       | Puch     | 1 giro   |         |       |
| 17   | Boja Miklos          | Tomos    | 1 giro   |         |       |
| 18   | Boris Marusa         | Kreidler | 1 giro   |         |       |
| 19   | Gianni Ribuffo       | UFO      | 1 giro   |         |       |
| 20   | Vilko Sever          | Kreidler | 1 giro   |         |       |
| 21   | Günter Maussner      | Kreidler | 1 giro   |         |       |

### Ritirati
| Pilota             | Moto        | Motivo | Griglia |
| ------------------ | ----------- | ------ | ------- |
| Pierre Audry       | ABF         |        |         |
| Hans-Jürgen Hummel | Kreidler    |        |         |
| Lars Persson       | Penningsson |        |         |
| Ludwig Fassbender  | Kreidler    |        |         |
| Harald Bartol      | Kreidler    |        |         |